# Adolf L. Solling

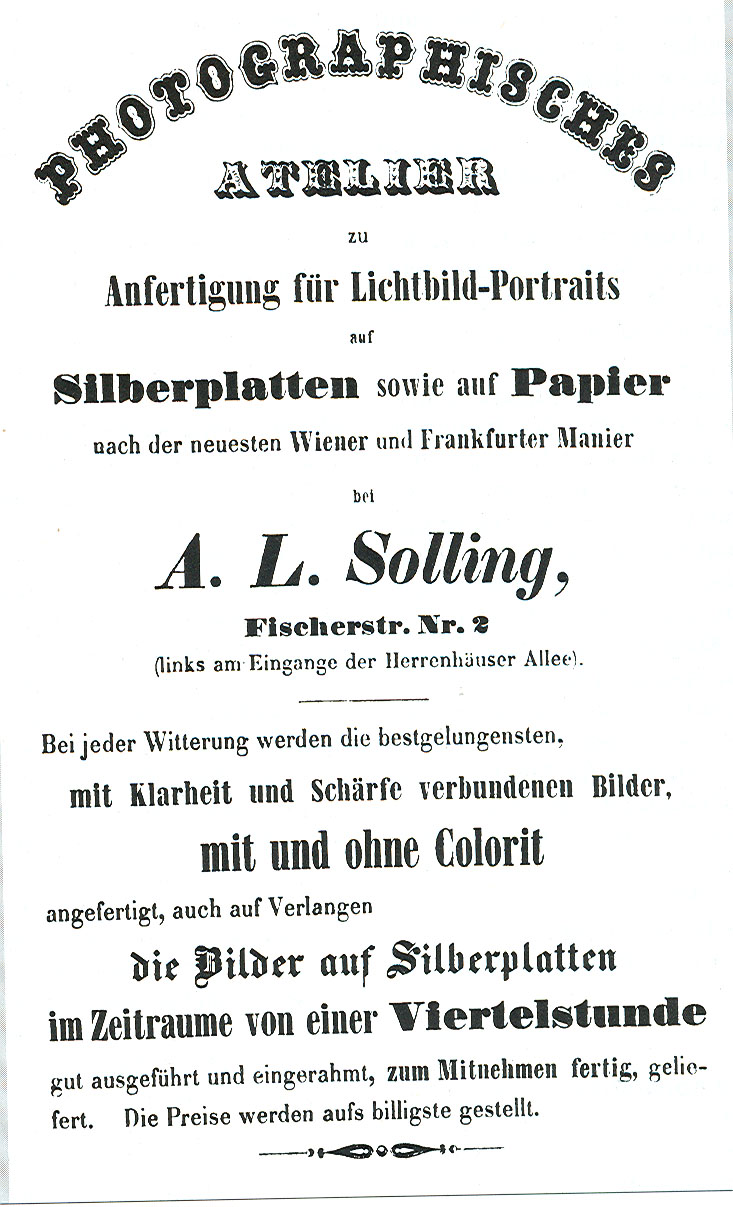
1850: Geschäftsanzeige im Adressbuch der Stadt

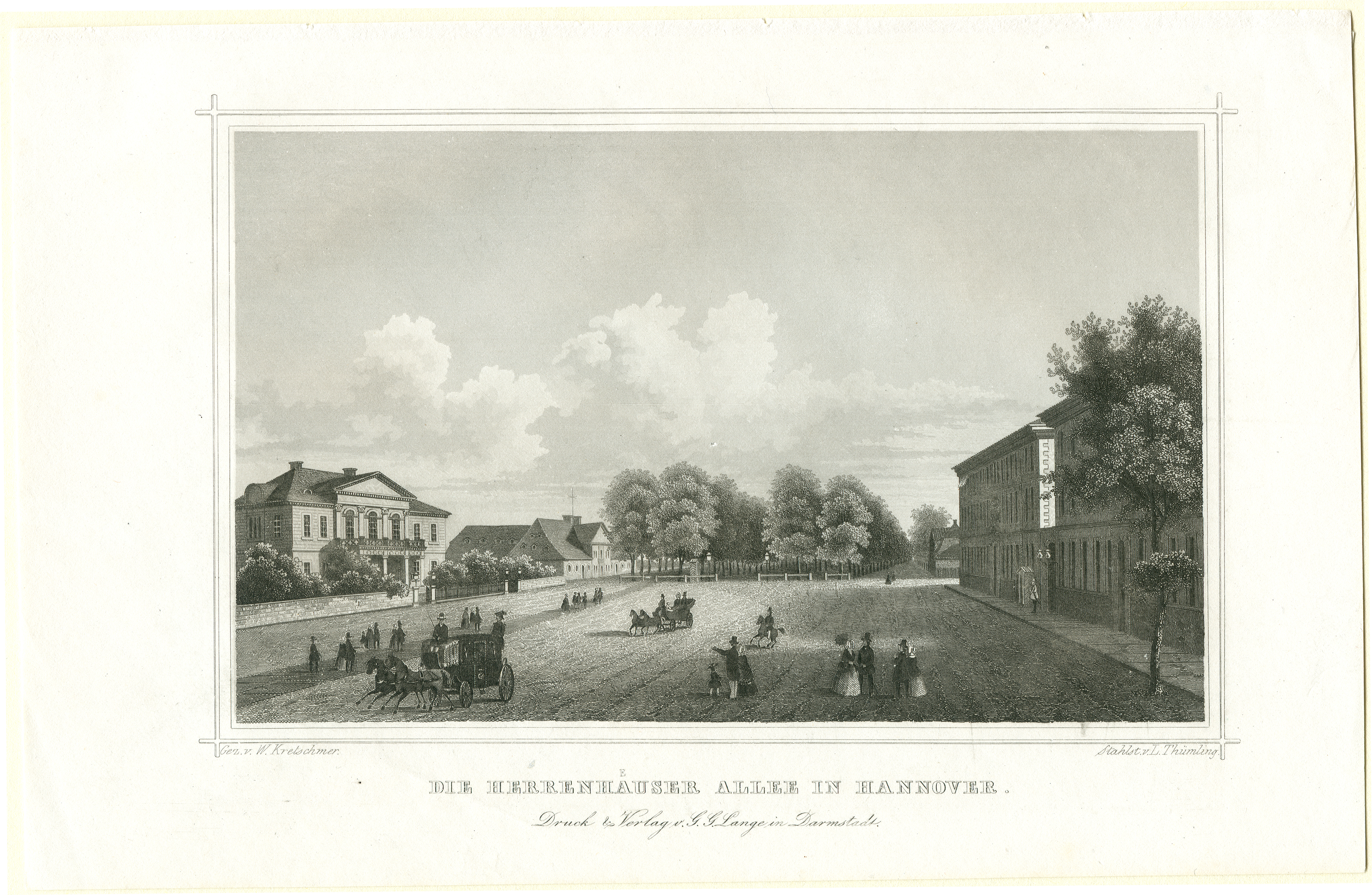
Stahlstich der Gebäude „links vom Eingang der Herrenhäuser Allee“ um 1850 (von Thümling nach Kretschmer), Sitz des „Photographischen Ateliers“ von Adolf L. Solling

Adolf L. Solling war einer der ersten niedergelassenen Fotografen im 19. Jahrhundert in Hannover und Mitglied des dortigen Hoftheaters.

## Leben
Laut Adressbuch der königlichen Haupt- und Residenzstadt Hannover war er  Mitglied des Hoftheaters und Daguerreotypist. Da das Opernhaus in Hannover erst 1852 fertiggestellt wurde, muss 1850 von seiner Anstellung im ehemaligen Opernanbau am Leineschloss ausgegangen werden (heute ersetzt durch den Anbau am Niedersächsischen Landtag von Ernst Zinsser).
Die ganzseitige Werbung Sollings im Geschäftsanzeiger von 1850 lokalisiert sein „Photographisches Atelier“ in der Fischerstraße 2, „links vom Eingang der Herrenhäuser Allee“. Dort bot er schon 1850 sowohl die „Anfertigung für Lichtbild-Porträts auf Silberplatten (Daguerreotypien) sowie auf Papier“ an, und zwar „mit und ohne Colorit“.
Da das Adressbuch der Stadt Hannover „und ihrer Vorstädte“ (so der Innentitel von 1850) keinen anderen Wohnsitz für Solling ausweist, kann davon ausgegangen werden, dass Solling sein Atelier neben oder in seiner Wohnung betrieb.
Möglicherweise fotografierte Solling unter seinem Namen nicht alleine, da der Betrieb des Ateliers und eine gleichzeitige Beschäftigung am Hoftheater sicher nicht immer miteinander vereinbar waren.